# 10470 Bartczak
10470 Bartczak este o planetă minoră (asteroid), cu un diametru de 2,098 km, din centura de asteroizi. A fost descoperită pe 2 martie 1981 la Observatorul Siding Spring de Schelte J. Bus. 
Obiectul prezintă o orbită caracterizată de o semiaxă mare de 2,3407302 UAi, o excentricitate de 0,14, o înclinație de 6,61928 ° în raport cu ecliptica.